# Château de Rochefort-sur-Charente
Le château de Rochefort-sur-Charente est un château féodal français en grande partie disparu, situé à Rochefort en Charente-Maritime.
Son site en bordure de la Charente comporte plusieurs bâtiments :
- Un château fort, qui était situé sur une roche crayeuse dominant la Charente et qui est actuellement connu sous le nom d'Hôtel de la Marine de Rochefort.
- Un château de plaisance, dit l'hôtel de Cheusses, qui était situé à une centaine de mètres, dont une partie de 1599 est conservée comme aile nord de l'édifice actuel. Il a successivement servi de logement pour les chefs d'escadre (jusqu'en 1782), de siège de l'Intendance de la Marine, de siège du Commissariat de la marine (jusqu'en 1927), et il est devenu depuis 1973 le Musée national de la Marine de Rochefort.
- Une chapelle castrale sous le vocable de Saint-Charles, qui a été reconstruite par le roi et érigée en 1686 en nouvelle église paroissiale sous le vocable de Saint-Louis. Démolie après sa sécularisation en 1791, son clocher construit très haut en 1724 pour servir d'amer et d'observatoire, a été conservé, mais sa flèche a été remplacée par une plate-forme pour servir de sémaphore. On l'appelle la tour aux signaux.
- Un "prêche calviniste" construit vers 1597 à mi-chemin entre les deux châteaux, qui sera donné en 1683 aux Lazaristes. Il a été reconstruit et réaffecté au culte protestant.
- Un port sur la Charente appelé Port de Fonteneau qui était à l'emplacement de l'actuelle forme Louis XV.

Le village primitif de Rochefort était établi autour d'une église romane dédiée à Notre-Dame qui subsiste en partie et qui est devenue le Musée de la Vieille Paroisse. Un chemin (actuelle rue du 14-juillet-1789) conduit vers l'ouest à une colline qui porte sur les anciennes cartes le nom de Château Gaillard et sur lequel était construit neuf moulins à vent. Il pourrait s'agir de la motte du château le plus ancien.

## Descriptions
Rochefort Rocafortis doit son nom à un rocher fortifié qui dominait la Charente et qui était le siège d'une châtellenie modeste comprenant au XIe siècle, outre Rochefort, Magné, Loire, Vergeroux, Fouras, Saint-Laurens. Elle double son étendue au XIVe siècle grâce à l'acquisition d'une partie de la seigneurie de Châtelaillon (ou Château d'Aunis). 
La forteresse était une enceinte castrale entourant un massif rocheux plus ou mois quadrangulaire, avec plusieurs tours qui sont mentionnées dans les divers documents: la "grosse tour", la "tour d'Auvergne". La forteresse a subi un siège en 1356 et des dégradations considérables pendant les guerres de religion. 
Au XVIIe siècle, le plan topographique dressé par Clerville (1665) montre qu'il existait toujours une enceinte quadrangulaire entourée d'une douve sèche et cantonnée de tours, avec un accès à l'ouest par un pont qui est dans l'axe de l'actuelle rue de l'Amiral Courbet. À l'angle nord-ouest se trouve un corps de logis de quatre travées avec une tourelle, et, près de l'angle opposé du côté de la Charente, un donjon sur une motte surplombant le port de Fonteneaux. 
L'hôtel de Cheusses était en 1665 un bâtiment de sept travées sur deux niveaux donnant vers l'est sur un jardin rectangulaire bordé de douves en eau. Ce bâtiment principal est articulé à l'ouest avec deux ailes en retour couvertes de tuiles canal, formant une cour carrée fermée par un mur percé d'une porte cochère. L'aile nord commence et se termine par deux pavillons de trois niveaux et d'un comble aigu couvert d'ardoises; elle a été conservée dans l"édifice actuel. Au sud il y a plusieurs grands bâtiments de communs ou de ferme formant une vaste basse cour.

## Seigneurs de Rochefort sur Charente
Plusieurs familles se sont succédé comme seigneurs de Rochefort depuis le XIIe siècle.

### Familles de Rochefort et de Mauléon
Issu d'une famille de Saint-Maixant, le premier seigneur de Rochefort connu se nomme Hugues de Rochefort (ca1130-1065). 
- Fouchard de Rochefort, seigneur de Rochefort, est signataires en 1047 d'une charte de fondation en faveur de l'abbaye de Saint-Jean d'Angély faite par Geoffroy Martel d'Anjou et sa femme  Agnès de Bourgogne; ses quatre fils signent avec lui:
  - Foulques de Rochefort
  - Geoffroy de Rochefort, qui suit;
  - Arnaud de Rochefort
  - Ménard de Rochefort
- Geoffroy Ier de Rochefort se marie avec Ausira qui lui donne plusieurs fils dont:
  - Albun de Rochefort, qui suit;
  - Hugues de Rochefort
- Albun de Rochefort épouse une fille d'Isambert de Châtelaillon et de Claricia, laquelle apporte en dot la moitié de cette seigneurie de Châtelaillon, l'autre reviendra à Èbles de Mauléon. Il a pour fils:
- Geoffroy II de Rochefort, seigneur de Rochefort, de Benon, coseigneur de Châtelaillon, qui a pour fils:
  - Aymeri de Rochefort, qui suit;
  - Chalon de Rochefort, qui donne la branche des seigneurs de Thors
  - Pregneau de Rochefort, seigneur de Benon;(...)
- Geoffroy VI de Rochefort meurt en laissant trois enfants d'un premier mariage, et une fille de sa veuve Isabeau:
  - Aymeri de Rochefort, héritier de Rochefort, mort en 1291
  - Alice de Rochefort, mariée à Guillaume de Mareuil,
  - Yolande de Rochefort, mariée à Pierre Bouchard, seigneur de Cornefou, qui rachètent le 18 octobre 1300 le château de Rochefort aux héritiers d'Aymeri, puis le revendent presque aussitôt à Guillaume Larchevêque, seigneur de Parthenay, Vouvant et Taillebourg, lequel passa le 11 juillet 1301 avec le sénéchal de Saintonge pour le compte du roi
  - Jeanne de Rochefort, légataire de Fouras.

### Rois de France 1301 - 1356
Les rois de France Louis IX et d'Angleterre Henri VIII ont signé un traité fixant sur la Charente la frontière entre leurs possessions respectives, le comté de Poitiers et le duché d'Aquitaine ce qui place Rochefort à la frontière.
- Philippe IV le Bel achète en 1301 et 1302 les châteaux de Rochefort et de Fouras.
- Philippe, comte de Poitiers en 1311, futur roi Philippe V le Long en 1316, charge son sénéchal de Saintonge Hugues de La Celle d'échanger des terres avec Guillaume de Maumont contre les droits de Rochefort sur la Charente, et les chêtallenies de Fouras et de Tonnay-Boutonne.

### Prise anglaise 1356 1373
- En 1356, les hordres anglaises envoyées par Edouard III prennent le bourg de Rochefort, il s'en servent de base pour piller toute la région, rançonner les bateaux sur la Charente et préparer l'assaut de La Rochelle. Jean Chaudrier est député pour emprunter plusieurs galères du roi d'Aragon stationnées à La Rochelle, il charge François Pilleux de commander la flottille, et se joint au sénéchal de Saintonge Guichard d'Angle pour assiéger la forteresse qui résiste cinq jours. Le 5 septembre 1356 le château est libéré et donné audit Guichard d'Angle qui en devient seigneur.
- La même année, le roi Jean II le Bon est capturé à la Bataille de Poitiers, pour sa libération le roi Edouard III obtient lors du Traité de Brétigny signé en 1360 que lui soit donné le port de La Rochelle et le Saintonge qu'il confie en 1362 avec l'Aquitaine à son fils le Prince Noir. Un jury franco-anglais oblige le nouveau seigneur de Rochefort, Guichard d'Angles, à faire sa soumission au Prince de Galles qui en fait son sénéchal pour le Saintonge, puis son gouverneur de l'Aquitaine à la mort de Jean Chandos. Guichard d'Angles a fait donation de Rochefort en 1363 au Prince Noir qui en devient seigneur direct.
- En 1364, Charles V devient roi, il confisque Rochefort et le donne à Louis de Rochechouart qui n'entreprend rien pour aller déloger le Prince Noir, lequel tombe malade en 1371 et retourne dans son île se faire soigner.

### Rois de France
En 1372, Jean Chaudrier parvient à libérer La Rochelle de l'occupation anglaise et remet les clefs de la ville au roi Charles V qui le 23 janvier 1373 démembre la Saintonge pour créer la petite province de l'Aunis comprenant la seigneurie de Rochefort, avec pour chef-lieu La Rochelle.

### Roi d'Écosse 1428 1462
- Charles, le dauphin de Bourges, obtient du roi d'Écosse Jacques Ier Stuart, par un traité de novembre 1428, un corps de six mille hommes en échange du Saintonge et de la seigneurie de Rochefort, sous la réserve des droits royaux. Quelques mois après, Jeanne d'Arc met en déroute les armées anglaises et conduit Charles VII se faire couronner à Reims. En 1467, les députés de Jacques Ier Stuart qui a rempli les conditions du traité demandent toujours de prendre possession du Saintonge et de la châtellenie de Rochefort-sur-Charente.
- Mais entre-temps, Charles VII est mort, et Louis XI a donné Rochefort en 1462 à Olivier de Coëtivy, chambellan des rois Charles VII puis Louis XI, à la place des terres de Royan et de Mornac qui lui avaient été donnée à l'occasion de son mariage en 1458 avec Marie de Valois, fille naturelle du roi Charles VII et d'Agnès Sorel. Mais il lui reprend Rochefort trois ans plus tard pour le donner au comte du Maine.

### Maison d'Anjou 1465 1478
- En 1465, c'est Charles IV d'Anjou, comte du Maine, qui est seigneur de Rochefort. Il épouse en 1434 Cobella Ruffo, duchesse de Sessa, fille de Charles Ruffo, comte de Montaldo, et de Cecarella de Sanseverino, qui lui donne un fils:
- Charles du Maine (1436-1481), hérite de son père en 1479 et conserve Rochefort jusqu'en 1479.

### Familles de Coëtivy et de La Trémoille 1478
- Olivier de Coëtivy, chambellan de Louis XI, sénéchal de Guyenne, gouverneur de Bordeaux, redevient seigneur de Rochefort en 1478.
- Louise de Coëtivy, dame de Rochefort, épouse Charles de La Trémoille, prince de Talmont, comte de Taillebourg, gouverneur de Bourgogne, qui est tué à en 1515 la bataille de Marignan. Il était le fils de Louis, vicomte de Thouars, et de Gabrielle de Bourbon, dame de Benon. Louise de Coëtivy teste en 1553 en laissant deux enfants:
  - Marie de Coëtivy, mariée vers 1515 avec René du Puy-du-Fou, seigneur de La Séverie au Cerqueux-en-Maulévrier,
  - François de La Trémoille, qui suit.

- François de La Trémoille, vicomte de Touars, comte de Talmond et de Benon, seigneur de  Marans (avant 1527), de l'Île-de-Ré et de Rochefort-sur-Mer (jusqu'en 1538). Fait prisonnier à la bataille de Pavie, il est nommé ensuite lieutenant-général du roi à la Rochelle. Il épouse en 1521 à Vitré Anne de Montmorency-Laval, fille de Guy XVI de Montmorency-Laval, comte de Montfort, baron de Quintin et de la Roche-Bernard, amiral de Bretagne, et de Charlotte d'Aragon-Naples (fille du roi de Naple Frédéric IV d'Aragon (1480-1506)).

### Rois de France
En 1594, Rochefort à nouveau été réunie au Domaine. La ville obtient du roi Henri IV trois foires annuelles et un marché hebdomadaire. La communauté protestante est bien organisée à Rochefort depuis 1597 et y possède un temple. Il fut permis aux habitants racheter la mainmorte de leurs terres, mais il y eut peu de candidats.
En 1599, Henri IV fait mettre en vente aux enchères les châtellenie, terre, seigneurie et forêt de Rochefort-sur-Charente, qui sont adjugées 50 000 livres et 1 sol à Pierre de Juides, maître des Requêtes ordinaires du roi de Navarre, et à Henri Dieulefit, seigneur de La Brousse, mais l'assassinat du roi quelques semaines plus tard ne permit pas la ratification de la vente.

### Famille de Lozeré
La châtellenie de Rochefort est à nouveau mise en vente aux enchère et vendue par engagement pour 35 568 écus à Adrien de Lozeré (Lauzéré), premier valet de la Chambre du roi.

### Domaine de la Couronne
Colbert aurait préférer installer le nouvel arsenal à Soubise, mais les seigneurs refusent les propositions d'échange. Comme les seigneurs de Rochefort sont de simples engagistes, les successeurs d'Adrien de Lauzeré ne peuvent pas s'opposer au retrait du fief en échange d'une compensation.
Louis XIV procède en 1665 à au retrait et au rachat de la seigneurie au prix fixé de 120 000 livres.
Rochefort redevient une possession royale directe.

## Parties actuelles de l'ancien château

### L'Hôtel de la Marine de Rochefort

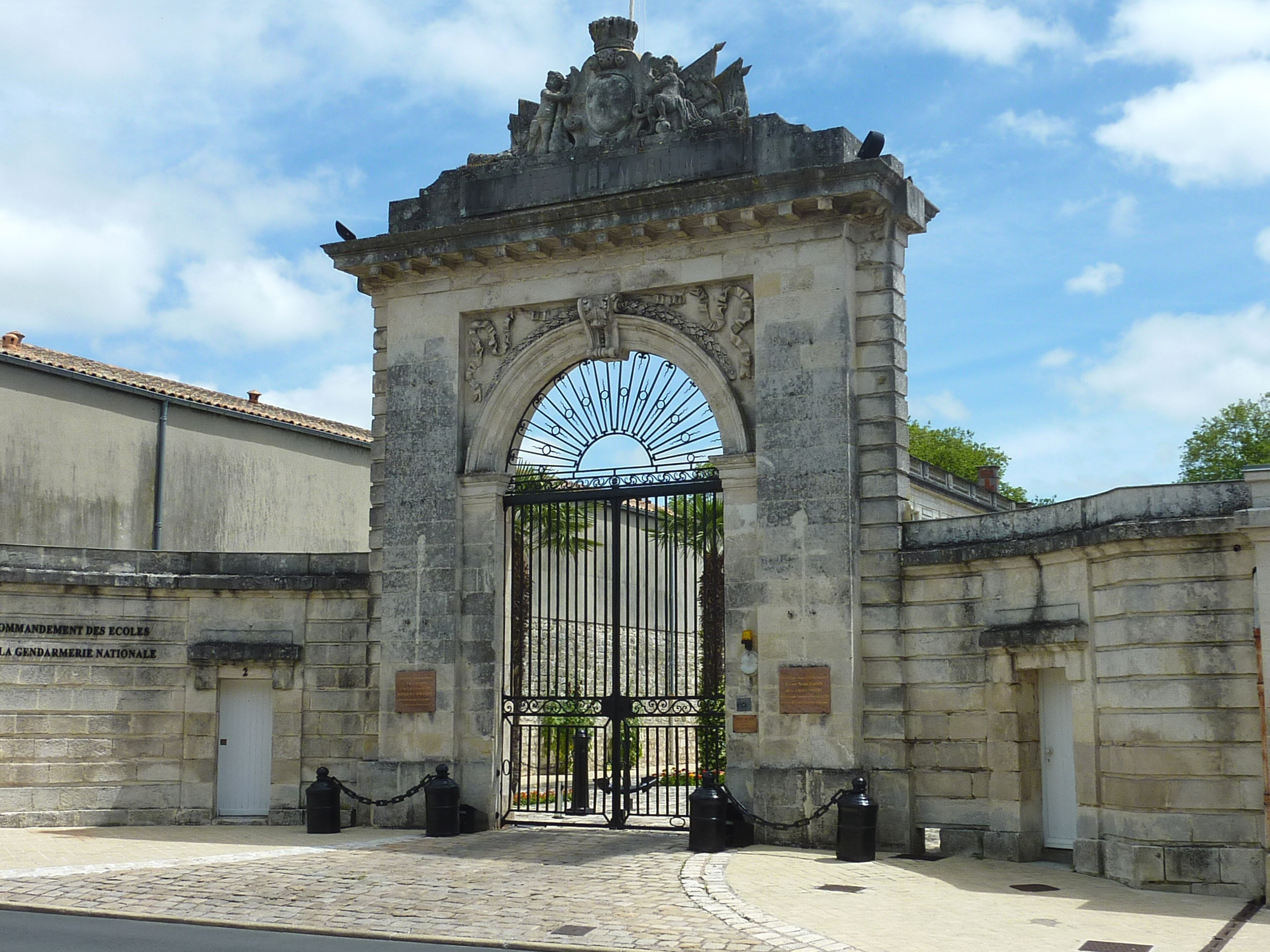
Hôtel de la Marine de Rochefort.

Maison historique des seigneurs de Rochefort, donc très logiquement désignée jusqu'à nos jours comme la Maison du Roi, car elle devait être le lieu du séjour de Louis XIV "quand il lui plaira de venir à Rochefort". Il a été habité depuis sa construction vers 1671 jusqu'en 1781 par des intendants de la Marine de Rochefort, ensuite par les préfets maritimes de Rochefort (de 1800 à 1927), tous dépositaires de l'autorité du roi ou des chefs de l'État qui leur ont succédé. 
L'Hôtel de la Marine de Rochefort a ensuite été affecté au commandement de la Marine de Rochefort-La Pallice (de 1989 à 2002), et actuellement du Commandement des écoles de la Gendarmerie nationale, logement du directeur et de ses services.

### Le Musée de la Marine de Rochefort

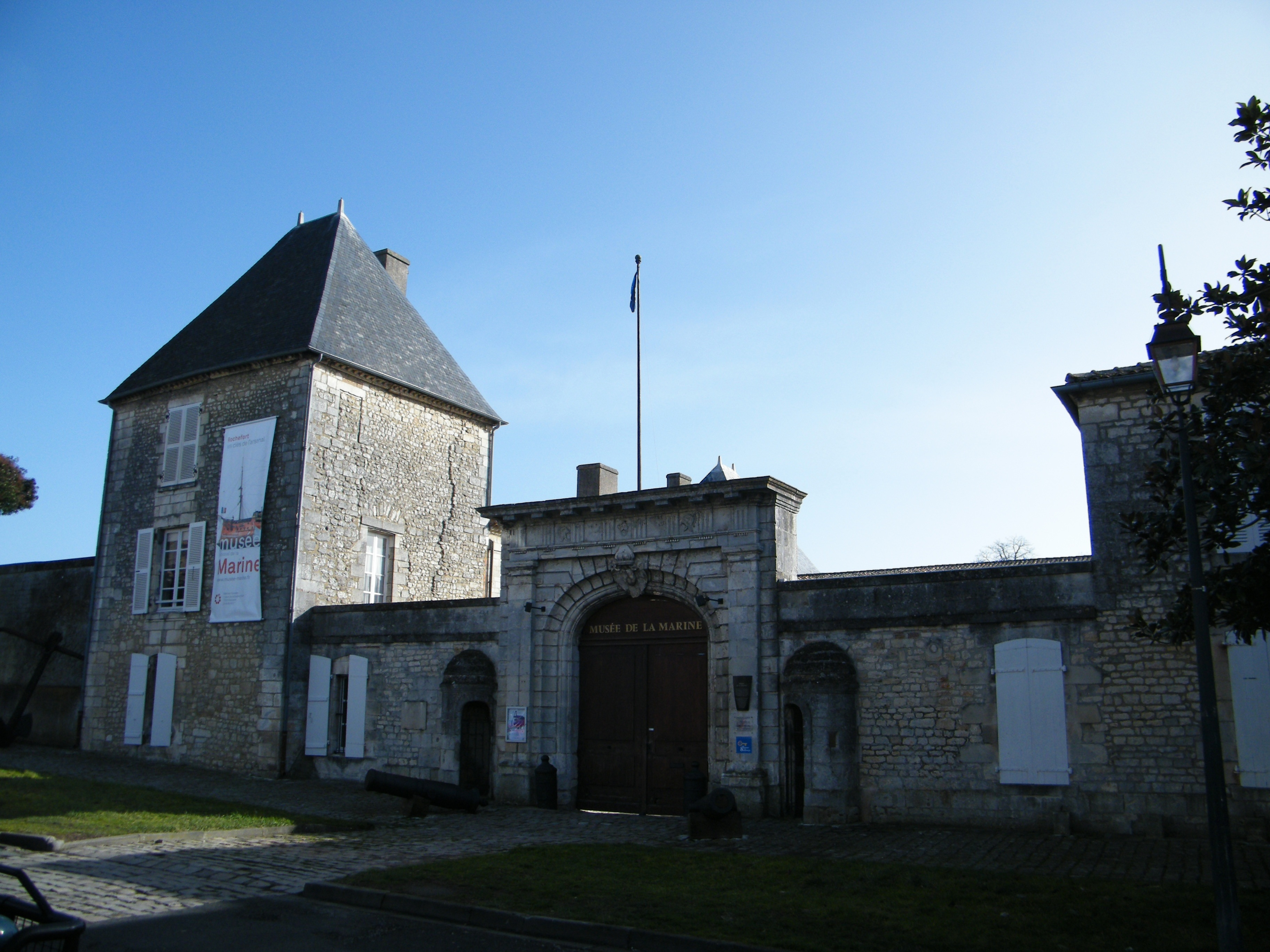
L'hôtel de Cheusses.

Ce musée national réunit deux bâtiments: 
- l'ancien hôtel de Cheusses, restauré et rouvert comme annexe du Musée national de la Marine en 1973
- l'ancien hôtel d'Amblimont, cédé par la Marine en 1992 au Musée national de la Marine.

### La Tour des Signaux

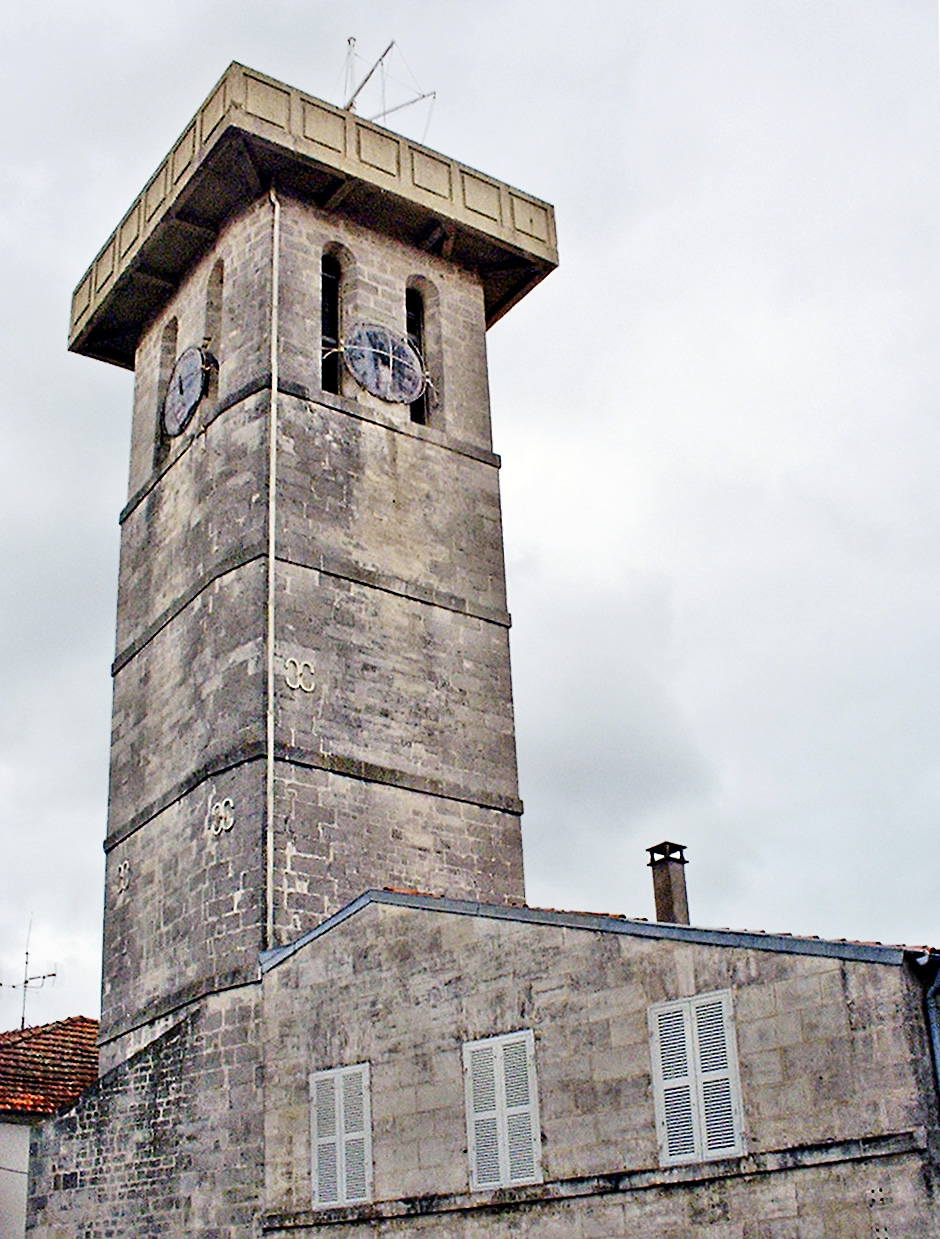
La Tour des signaux de Rochefort.

Cette tour est l'ancien clocher de l'Église Saint-Louis construite en 1686 et désaffectée après la construction en 1768 de la nouvelle église Saint-Louis à l'emplacement de l'ancienne chapelle du couvent des Capucins.
Elle est située à mi-chemin entre les logements du chef d'escadre (Hôtel de Cheusses) et de l'intendant (Hôtel de la Marine), communiquait avec le sémaphore de Fouras, permettait de connaître les mouvements des navires au large et de communiquer avec eux.

### Le Jardin de la Marine

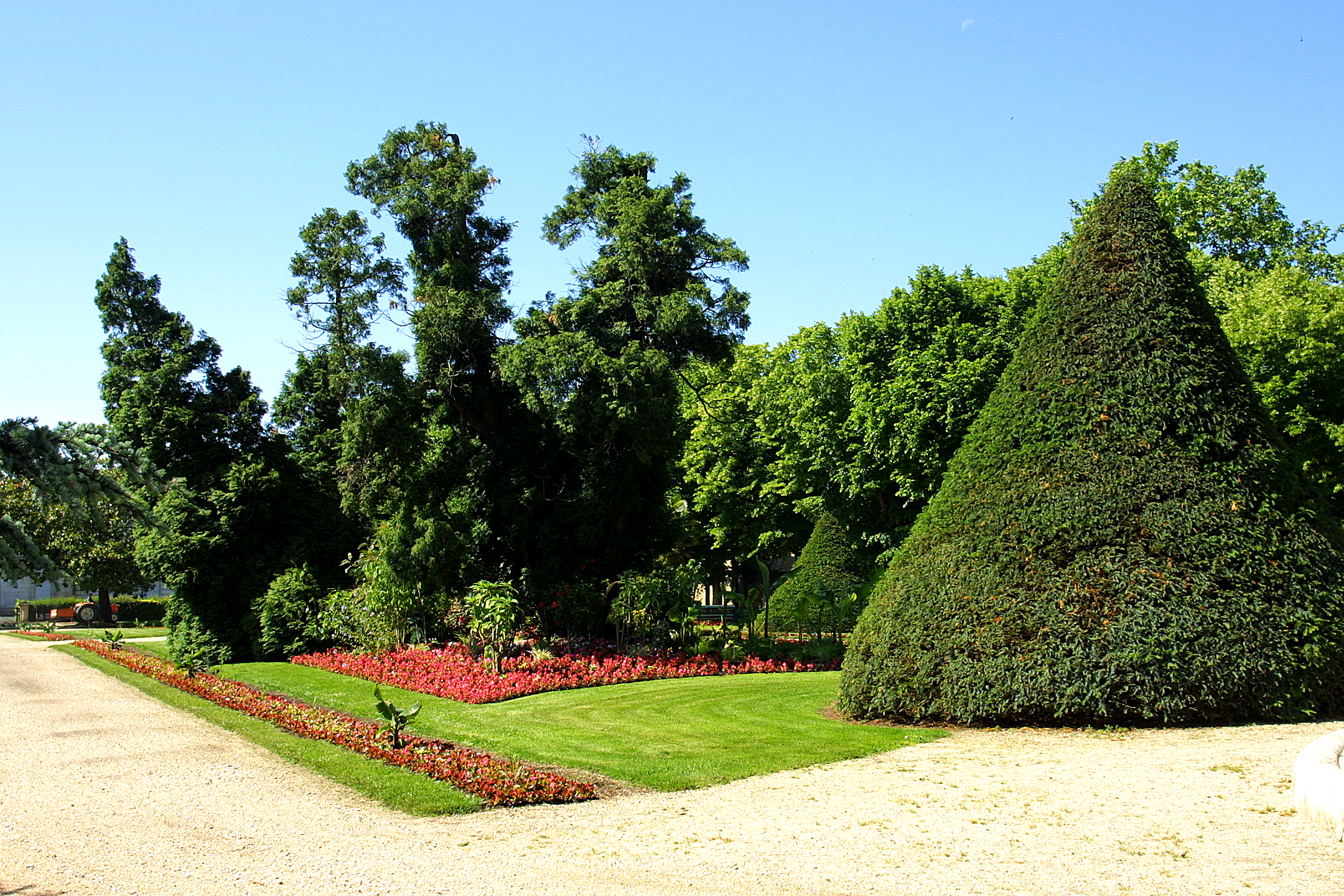
Le Jardin de la Marine.

Le Jardin de la Marine est le parc de l'ancien château féodal primitif, devenu ensuite le Jardin du roi. Celui-ci a été réduit à partir du XVIIIe siècle de toute la partie nord qui allait primitivement jusqu'à la rue de la République (ancienne rue de la Fonderie). Il domine la parcelle où est construite la corderie Royale, par une longue terrasse qui donne une belle vue sur la Charente.

### La Place de La Galissonière
Cette place qui est l'ancien parvis de la demeure des seigneurs de Rochefort-sur-Mer (hôtel de Cheusse), s'est appelée successivement place de l'Intendance, puis place de la Marine, avant de prendre le nom de l'amiral Roland-Michel de La Galissonière (1693-1756), gouverneur du Canada. De ce parvis partaient plusieurs chemins: à l'Ouest l'actuelle avenue Charles-de-Gaulle qui conduisait à La Rochelle en passant par la Vieille Paroisse, d'autre part l'actuelle rue Toufaire qui était au Sud le chemin pour le bac de Martrou vers Marennes, et au nord l'allée principale traversant le parc du vieux château.

### Le Port de Fontenaux
Nom de l'ancien port sur la Charente (fleuve) de la seigneurie de Rochefort-sur-Mer qui se trouvait au pied du château féodal, à l'emplacement de l'actuelle Forme Louis XV.

## Protections
Le bâtiment du Musée de la Marine de Rochefort (Ancien hôtel de Cheusses) est classé monument historique depuis 1932, et l'hôtel de la Marine est inscrit en 2015.